# Боуман (Џорџија)
Боуман (Џорџија) (енгл. Bowman) град је у америчкој савезној држави Џорџија. По попису становништва из 2010. у њему је живело 862 становника.

## Демографија
Према попису становништва из 2010. у граду је живело 862 становника, што је 36 (4,0%) становника мање него 2000. године.
| Група             | 2000.       | 2010.       |
| Белци             | 663 (73,8%) | 604 (70,1%) |
| Афроамериканци    | 218 (24,3%) | 230 (26,7%) |
| Азијати           | 0 (0,0%)    | 2 (0,2%)    |
| Хиспаноамериканци | 11 (1,2%)   | 29 (3,4%)   |
| Укупно            | 898         | 862         |